# Krzysztof Cirkot
Krzysztof Cirkot, znany też jako Krzysztof Cyrkot (ur. 1971) – polski autor fantastyki, z wykształcenia informatyk. 

## Życiorys
Studiował na uczelniach w Toronto i Washington, D.C. Obecnie przebywa w USA. W twórczości najbliżej mu do literackich poszukiwań Stanisława Lema i Adama Wiśniewskiego-Snerga. Do źródeł inspiracji zalicza także twórczość braci Strugackich oraz Philipa K. Dicka. Debiutował w magazynie „Science Fiction” (kwiecień 2004) opowiadaniem Park. Publikował opowiadania w magazynach „Science Fiction” oraz „Magazyn Fantastyczny”, a także w periodykach internetowych „Avatarae” oraz „Esensja”. Opowiadanie Exodus zdobyło w 2006 roku wyróżnienie w konkursie wydawnictwa Fabryka Słów „U nas za stodołą”.
W grudniu 2009 wydawnictwo E-bookowo wydało zbiór jego opowiadań „Wypatrując swego przeznaczenia”, a w lutym 2010 pierwszy tom powieści „Wyżej już tylko bogowie”.

## Opowiadania
- Komin, 1992.
- Wielka Szansa, 1993.
- Najsilniejsze z Uczuć, 1993-1994, „Avatarae” 3(27) 2005.
- Nic Nie Trwa Wiecznie, 1994, „Avatarae” 12/2003.
- Sen Wędkarza, 1994.
- Nieszczególnie bliskie spotkanie trzeciego stopnia, 1994, strona internetowa Science Fiction (do listopada 2005).
- Naprzód, 1994, „Avatarae” 12/2003.
- Park, 1994, „Science Fiction” 37 (2004).
- Glennen Yryath, 1995 (oryginał wysłany na konkurs „Fantastyki” 1988), „Esensja” 8(50) 2005.
- Zdrajca, 1997.
- Balaton, 2004, „Magazyn Fantastyczny”, 2(8) 2006.
- Exodus, 2006.

## Książki
- Wypatrując Swego Przeznaczenia, zbiór opowiadań, Wydawnictwo E-bookowo, 2009. Spis treści: 1. Zdrajca, 2. Najsilniejsze z Uczuć, 3. Glennen Yryath, 4. Park, 5. Balaton.
- Wyżej już tylko bogowie, tom I, powieść, Wydawnictwo E-bookowo, 2010.